# Mjesec
Mjesec (lat. Luna) je Zemljin prirodni satelit i ujedno najbliže nebesko tijelo, udaljeno u prosjeku 384 401 km, tako da svjetlost s Mjeseca na Zemlju stiže za 1,25 sekundi. Mjesec obilazi Zemlju po eliptičnoj stazi srednjom brzinom od 1,02 km/s, i prelazi dnevni luk od 13° 10'.  Mjesec je čvrsto nebesko tijelo promjera 3 647 km, te je po površini 14 puta, po obujmu 50 puta, a po masi 81 puta manje od Zemlje. Ubrzanje sile teže je na Mjesecu 6 puta manje nego na Zemlji. Mjesec se oko Zemlje obrne za 27 dana 7 sati 43 minute i 11,6 sekundi (siderički mjesec).
Mjesec je najsjajnije nebesko tijelo nakon Sunca, svjetlost kojega odražava (ne stvara vlastitu svjetlost poput zvijezda). Puni Mjesec prividne je zvjezdane veličine –12,74, albedo mu je 0,07, a kutni promjer se vidi pod kutom od približno 0,5°. Zemlji okreće stalno istu stranu, jer se obilazak i vrtnja odvijaju u istome smjeru, a vremena obilaska i okreta jednaka su, što je posljedica Zemljina plimnog utjecaja. Staza mu je nagnuta prema ravnini ekliptike za 5° 9'. Više od polovice površine Mjeseca vidi se zbog libracije (59 %). Mjesečeve mijene promjene su Mjesečeve osvijetljenosti tijekom sinodičkoga mjeseca (mladi Mjesec ili mlađak, prva četvrt, puni Mjesec ili uštap i posljednja ili zadnja četvrt), a nastaju zbog stalne promjene Mjesečeva položaja prema Zemlji i Suncu. Kada Mjesec uđe u Zemljinu sjenu, nastaje pomrčina Mjeseca, a kada dođe u spojnicu (Mjesečevi čvorovi) između Zemlje i Sunca, nastaje pomrčina Sunca. Privlačne sile Mjeseca i Sunca uzrokuju na Zemlji morske mijene (plimu i oseku). Svojom privlačnošću Mjesec utječe na Zemljinu stazu oko Sunca (nutacija).
Gustoća Mjeseca je 3,34 t/m³, po čemu je drugi prirodni satelit u Sunčevu sustavu. Njegovo gibanje u složenome gravitacijskom polju Zemlje i Sunca podložno je mnogobrojnim poremećajima. Mjesečeva udaljenost od Zemlje stalno se mijenja jer se Mjesec oko Zemlje giba po elipsi, a osim toga u duljim vremenskim razmacima njegova staza nema stalan oblik i veličinu. Prosječna je udaljenost 384 401 km, što je najprije bilo točno izmjereno metodom dnevne paralakse, zatim radarom i lidarom. Metodama nebeske mehanike obrađuje se Mjesečevo gibanje u složenom gravitacijskom polju Sunca, Zemlje i planeta. Za razdoblje od 1750. do 2125. izračunano je da je Mjesec najbliže Zemlji, 356 375 km, bio 4. siječnja 1912., a da će najdalje od Zemlje, 406 720 km, biti 3. veljače 2125. Mjerenjem udaljenosti laserom (lidarom), zraka kojega se odbija od zrcala što su ga na Mjesecu postavili astronauti Apolla 11, ustanovljeno je da se Mjesec prosječno godišnje udaljava od Zemlje 3,8 cm. Na temelju toga opažanja postavljena je hipoteza da je Mjesec nastao sudarom Zemlje s planetoidom veličine Marsa prije više milijardi godina, te da će se, iako gravitacijski vezan za Zemlju, i dalje udaljavati. Takav postanak Mjeseca može objasniti sličnost njegova geološkog sastava sa sastavom Zemlje. Kako Zemljina gravitacija utječe na Mjesec, tako i Mjesečeva gravitacija utječe na Zemlju i na stabilizaciju njezine osi rotacije, koja bi bez utjecaja Mjeseca imala mnogo veću Zemljinu precesiju, što bi uzrokovalo promjene glacijalnih i interglacijalnih geoloških razdoblja u mnogo kraćim razdobljima nego što su se one stvarno zbivale.
Mjesec nema tekuće vode ni značajne atmosfere. Gustoća je atmosfere mnogo puta manja od Zemljine, pa je po broju molekula u kubičnom centimetru (danju 10 000, noću 200 000) bliža gustoći molekula u međuplanetnom prostoru. Reljefne su značajke Mjeseca mora, visoravni i krateri, sa zamjetljivim posljedicama tektonskih procesa i vulkanizma. Morem se nazivaju tamniji dijelovi (ravnice okružene planinskim lancima), iako na Mjesecu nema vode. Na oblikovanje površine bitno je utjecao udar velikih tijela, planetoida i meteorita, uz okolnosti određene stanjem unutrašnjosti i njezinim razvojem (hlađenje unutrašnjosti, vulkanski procesi). Površina je pokrivena slojem regolita, sitnozrnatih rastresitih i poroznih odlomaka na kamenitoj podlozi. Temperatura površine mijenja se od –160 °C noću do +120 °C danju.

## Postanak Mjeseca
Starost Mjesečevih tala mjerena je radioaktivnom metodom i ustanovljena je u rasponu od 4,6 do 3,2 milijardi godina. Prije je već bila izmjerena dob meteorita od 4,6 do 4,7 milijardi godina, pa se smatra da je to starost planetskog sustava. Najvjerojatnije je da su svi planeti nastali istodobno, iz prasunčeve maglice. Na Zemlji je najstarije stijenje datirano s 3,8 milijardi godina, što ne znači da je Zemlja mlađa, jer su promjene tla mogle i te kako sakriti tragove starosti. Geološki procesi na Mjesecu odvijali su se drukčije nego na Zemlji. Kemijski sastav Mjesečeve i Zemljine tvari pokazuje sličnosti, ali i razlike. Na primjer, izotopni je sastav kisika u kori oba nebeska tijela jednak. No Mjesečevi materijali razlikuju se od Zemljinih bitno u tome što su u njima manje zastupljeni lako hlapljivi i lako taljivi elementi. Nema vode ni željezovih oksida. Više hipoteza nastoji da objasni postanak Mjeseca. Manje su vjerojatne hipoteze o zahvatu Mjeseca koji je prethodno dogotovljen u nekom drugom području presunčeve maglice, te hipoteze o odvajanju Mjeseca od Zemlje zbog njezine brze vrtnje. Vjerojatnije je da je Mjesec nastao od satelitskog roja čvrstih čestica u Zemljinoj okolini. U osnovi te hipoteze je ideja da tijelo veće mase “kupi” na sebe tijela manje mase i tako raste. Zamišljamo da se takvo veće tijelo udaljava od Zemlje zbog njezina plimnog utjecaja, učinak koji se i danas osjeća, te na spiralnom putu prikuplja tvar iz satelitskog roja. Kao spasonosna razrađuje se u posljednje vrijeme i ideja o tangencijalnom udaru u Zemlju tijela čija je masa ne veća od desetine Zemljine, nakon čega razmrvljeni dio Zemlje prelazi u satelitski roj sudarom jako zagrijan i time dehidriran. Zatim se iz satelitskog roja stvara jedan prirodni satelit. Manja prosječna gustoća Mjeseca posljedica je toga što je stvoren od pripovršinskih slojeva Zemlje.
Prema geološkim podacima, mjerenjima starosti donesenog materijala i znanja o građi unutrašnjosti može se napisati sljedeći scenarij o postanku Mjesečeve površine. Materijal iz kojeg se stvorio imao je manju gustoću nego materijal iz kojeg se stvorila Zemljina kora i vanjski plašt. Pod udarcima padajućeg materijala Mjesec raste do današnje veličine i zagrijava se. Površinski sloj, dubok nekoliko stotina kilometara, rastaljen je u prošlosti od -4,6 do -4,4 milijardi godina. Vrijeme teškog bombardiranja traje ukupno oko pola milijarde godina. U rastaljenom sloju tvari manje gustoće odvojile su se bliže površini. Padovi meteora ostavljaju vidne tragove tek nakon što se hlađenjem ustalila kora, pa od -4,4 do -4,1 milijardi godina stvaraju nama poznati svojstven reljef Mjeseca. Tlakovi koji se razvijaju prilikom udara lome tlo na velikim udaljenostima i do dubine od nekoliko kilometara. Veća tijela, planetoidi od desetak kilometara, izazivaju velika pustošenja i otvaraju velike udubine (bazene), oko kojih od potisnutog materijala nastaju prstenovi planina. Materijal rubnih planina Mora kiša star je 3,9 do 4,0 milijardi godina. Tako su nastali bazeni svih mora. Bazaltna ispuna pojavila se kasnije.
Do globalnog utjecaja radioaktivnog zagrijavanja došlo je tek pošto se kora ohladila. Rastaljeni dio plašta probio se pod tlakom kroz raspukline do bazena i ispunio ih. Magma se ohladila i dala današnji izgled mora. Tok lave iz dubine kasnio je u stvari mnogo milijuna godina nakon iskopavanja bazena. Lava u Moru tišine stara je 3,7, u Oceanu oluja 3,3, a u Moru kiša 3,3 do 3,2 milijarde godina. Zatim se i plašt ohladio do velikih dubina. Stoga udarci meteora nisu više mogli dovesti do izlijevanja magme na površinu. Mlađi bazeni imaju površinu manje prekrivenu materijalom mora. Istočno more jedno je od takvih mlađih oblika. Pod udarcem, Mjesečeva je kora popucala u obliku kružnih valova tamo gdje se javila amplituda potresnih valova, te je u ta prstenasta područja, kao i u središnju jamu, iz rastaljene unutrašnjosti potekla magma. Izgled Mjeseca stvaran je zajedničkim djelovanjem vanjskih i unutarnjih sila, meteorskih udara i procesa u unutrašnjosti Mjeseca. Ne zna se točno kada su nastali oblici nalik kalderama i kupolasti brežuljci. Plašt je tada morao biti rastaljen neposredno pod korom, ili su u kori postojali magmatski džepovi, vulkanska ognjišta. Poslije velikih katastrofa nastavljali su se manji udari, koji su rastresali već ispremiješanu površinu. Takvim prekapanjem razvio se sloj regolita na površini.
U Mjesečevoj kori vidljiva je njezina povijest. Do promjena je dolazilo jedino novim udarima i nadolaženjem lave. U pojedinim primjerima dade se pratiti niz razvojnih stupnjeva. Udubina Mora kiša nastala je zbog katastrofalnog udara nekog planetoida, tako da je materijal rasprsnut preko čitave površine Mjeseca. Prije nego što se u nastalu udubinu izlila lava, već su se pojavili novi krateri, kao Arhimeda. On nije mogao nastati prije bazena Mora kiša jer bi ga udar izbrisao; lava se morala pojaviti poslije jer ga je nadopunila i izravnala mu dno. Do sličnih zaključaka dovodi brojenje kratera na jednako velikim površinama. U Moru tišine mnogo je manje kratera nego u kopnima. More kiša i Ocean oluja imaju još manje kratera na površini, a prema radioaktivnom datiranju ona i jesu mlađa mora. Zanimljivo je da manji krateri nastaju češće na velikom krateru nego obratno. To svjedoči da su postupno, s vremenom, u prostoru među planetima preostajala sve sitnija tijela, pa je tako i s općim smanjenjem njihova broja, jenjavalo meteorsko bombardiranje.

## Fizičke osobine

### Unutrašnjost Mjeseca
Unutrašnjost Mjeseca mnogo je jednoličnija od Zemljine. Nema tako visokih tlakova, ni temperatura i gustoća poput onih koje vladaju u središtu Zemlje. Zato je prosječna gustoća malena, manja nego ostalih nebeskih tijela sličnih Zemlji (terestičkih planeta). Oblik Mjeseca ne pokazuje spljoštenost zbog vrtnja. Srednja površina je sfera koja se najbolje uklapa u stvarnu površinu i pritom ostavlja jednako daleko vrhove brda i dna dolina, a ima polumjer od 1737 km. Razlika vrhova i dolina nije veća od 12 do 14 km.

#### Mjesečeva kora
Astronauti, a i neke letjelice bez posade postavljali su na Mjesec automatske seizmometre. Opažanjem potresnih valova koji prolaze kroz Mjesečevu unutrašnjost, a i svestranim proučavanjem građe i oblika površinskih slojeva, nastala je predodžba o građi unutrašnjosti. Mjesečeva kora sastoji se od sloja gabro-anortozita, debelog 65 do 100 km. Taj sloj plovi na bazaltu kao santa leda na vodi, jer je bazalt veće gustoće. Mora predstavljaju bazaltne bazene u kopnima. Nivo kopna viši je od srednjeg nivoa Mjesečeve sfere, a nivo mora niži.
Unutrašnja građa Mjeseca poznata je u grubim crtama. Mjesec nema u sadašnjem trenutku neku veću geološku aktivnost. Osim lokalnih promjena na površini, koje dolaze zbog toplinske erozije (širenje i stezanje površinske tvari kod promjene temperature ili toplinsko istezanje), od erozije meteorima, a koje se javljaju i kao urušavanje padina, prisutni su još neki procesi. Astronauti su mjerili nagla isplinjavanja tla (opaženi su teški plinovi kao argon), a uređaji sa Zemlje i opažači mnogo su puta utvrdili lokalna zagrijavanja i bljeskove, ili pak zamagljivanje detalja. U dva su slučaja snimljeni spektri usijanih plinova (Nikolaj Aleksandrovič Kozirev, Krim), i to u središnjoj gori kratera Alfons. Neka mjesta pokazuju ponavljanje aktivnosti. Plinovi se mogu izdvajati iz materijala ispod površine zbog zagrijavanja radioaktivnim elementima koji imaju dugo vrijeme poluraspada, a sami plinovi fluoresciraju, potaknuti Sunčevom svjetlošću.

#### Mjesečev plašt
Unutrašnjost je mnogo jednoličnija no Zemljina i slojevi se manje razlikuju. Najveći dio Mjeseca je ukrućen. Ispod kore smješten je kruti plašt, koji se spušta do dubine od 800 do 900 km. Kora zajedno s tim plaštem podsjeća na Zemljinu litosferu. U donjim dijelovima plašta nalaze se ognjišta Mjesečevih potresa, a većina su na bližoj strani Mjeseca. Posebnost tih potresa je u tome što su potaknuti Zemljinom plimnom silom. Kao što Mjesec proizvodi plimu na Zemlji, tako i Zemlja raspinje Mjesečevu kuglu. U trenutku kada je plimni val najveći i najmanji, a to se zbiva onda kada je Mjesec u perigeju i apogeju, oslobađaju se nagomilani naponi u unutrašnjosti i dolazi do potresa. Seizmički valovi, nasuprot zemaljskim, šire se uz mnogostruku jeku kroz velik dio obujma, i tlo titra po više sati. U onom dijelu kugle koji ne provodi poprečne (transverzalne) valove potresa, već samo uzdužne (longitudinalne), tlo ne može biti kruto već rastaljeno, bar djelomice. Takve su prilike u područjima ispod plašta.
Na nekim mjestima, uglavnom u području mora, postoje znatne gravitacijske anomalije: pojave jače gravitacijske sile. Pojačanje privlačne sile tumači se zgušćenjima smještenim u džepovima ispod kore. Zgušćenja su prozvana maskonima (naziv dolazi od “koncentracije masa”). Prilazeći maskonu, umjetni satelit se ubrzava i spušta za 50 do 100 metara, a odlazeći, usporava se i diže.

#### Mjesečeva jezgra
O mogućoj jezgri znade se najmanje. Možda se ovdje nalazi malo zgušćenje željeza i sulfida. Temperatura može premašiti 1 000 do 1 200 °C. Pojave u unutrašnjosti ne ovise samo o udaljenosti od površine, već i o tome na kojoj se strani nalaze, na strani bližoj ili daljoj od Zemlje. Centar mase Mjeseca ne nalazi se u centru Mjesečeve kugle, već je za 2 km pomaknut u smjeru Zemlje. To znači da je tvar veće gustoće smještena unutar kugle u smjeru prema Zemlji, što je omogućeno uvijek jednakom orijentacijom Mjeseca u odnosu na Zemlju. Ne zna se zašto na bližoj strani Mjesec ima više mora. Prema jednoj ideji, zbog premještanja jezgre Mjeseca prema Zemlji dalja strana ima deblju koru, pa je tamo otežano stvaranje mora. Da bi more nastalo, bazaltna je magma trebala izbiti na površinu.

### Mjesečev reljef
Mjesec je i reljefno vrlo zanimljivo nebesko tijelo. Prvi je crtež Mjeseca napravio Galilej 1609. Kartografiranjem Mjesečeve površine bavi se selenografija. Osnovna je razdioba na svjetlija kopna i tamnija mora. Mora su ravnice za 1 – 2 km niže od srednje razine kopna, a i geološki im je sastav drugačiji. Fizička priroda Mjeseca mnogo je jednostavnija od Zemljine. Mjesec nema ni atmosferu ni tekuću vodu. Zbog toga nema prijenosa materijala tla, koji se javlja u slučaju erozije vodom i vjetrom, a potom nema ni taloženja (sedimentiranja). Uz to, geološki su procesi mnogo manje prisutni. Nema boranja gorja i planinskih lanaca. Unatoč svemu, reljefni su oblici Mjeseca ne samo osebujni nego i raznovrsni. Površina Mjeseca veoma je razvedena. Osnovna je podjela na svjetlija kopna i tamnija mora. Ne samo da između njih postoji razlika u odražavanju svjetlosti, već su Mjesečeva mora ravnice, za 1 do 2 km niže od srednje razine kopna, a i geološki im je sastav drukčiji. Na kopnima ima mnogo više kratera odnosno kružnih oblika, nego što ih ima u morima.

#### Sastav Mjesečeve kore
Uzorci tla dopremljeni s Mjeseca (ukupno je dopremljeno gotovo 400 kg) znatno su obogatili poznavanje materijala u planetskom sustavu. Najrasprostranjenije stijene jesu bazalt i anortozit s gabrom. To su magmatske stijene. Bazalt ispunjava Mjesečeva mora. Anortozit i gabro su svijetli i stvaraju Mjesečeva kopna. Na Zemlji se anortozit javlja samo u nekim starijim slojevima, u starim kontinentalnim štitovima, dok je gabro šire rasprostranjen. Bazalt na Zemlji čini osnovu oceanskih ploča. Dalje dvije rasprostranjene vrste tla na Mjesecu su norit i kreep. Norit je bazalt s mnogo aluminija, pa je time svjetliji od bazalta mora, a i nalazi se u području kopna. Kreep je u osnovi bazalt i norit, s povećanim sadržajem kalija, rijetkih zemalja i fosfora, te pokazuje visok stupanj radioaktivnosti. Kreep je nepoznat na Zemlji (riječ je kovanica nastala od simbola elemenata K, P i skraćenice engleski riječi za rijetke zemlje: rare earth). Uzorke tla donijele su letjelice s posadom (Apollo 11, 12, 15 i 17 iz mora, Apollo 14 i 16 s kopna) i letjelice bez posada (Luna 16 i 24 iz mora, Luna 20 s kopna). Minerali od kojih se tlo sastoji jesu piroksen, plagioklas, ilmenit i olivin. U usporedbi sa Zemljinim vrstama minerala ima mnogo manje (100 prema 3 000), a važan razlog koji je doveo do razlike je pomanjkanje kisika i oksidacije.
Voda se u malim količinama, kako je potvrđeno 14. studenog 2009., zadržala u Mjesečevim stijenama.

#### Regolit
Neposredna površina Mjeseca vrlo je rastresita i šupljikava, porozna. Tlo je sastavljeno od sitne prašine, od čestica nastalih taljenjem mnogobrojnih zrnaca (tu su nađene i male staklaste kuglice), i od slijepljenih nehomogenih čestica. To je regolit. Doima se sivo i vrlo slabo odbija svjetlost. Zato je odrazna moć Mjeseca niska, pa u vidljivoj svjetlosti odbija samo 6 %. Takvo tlo rezultat je udara meteora i mikrometeora u uvjetima visokog vakuuma i struje čestica Sunčeva vjetra. Od mjesta do mjesta, debljina sloja kreće se od nekoliko centimetara do najviše nekoliko desetina metara. Vrlo slabo provodi toplinu, pa se dnevna promjena temperature ne zapaža već na dubini od 0,8 do 1 m. Mjesečeva površina prekrivena je stijenama koje su preoblikovane jedino udarcima padajućih tijela. Višestrukim lomljenjem i slijeganjem pod pritiskom (koji nastaje od siline udara) stvaraju se vezani, sitni kameni odlomci ili breča. Pod kilometarskim slojem breče mora da se nalazi osnovna stijena. Regolit je samo vanjski, usitnjeni i najporozniji izdanak breče. Srednja gustoća stijena Mjesečeve površine kreće se od 2,7 do 2,9 gustoće vode (anortozit) do 3,3 gustoće vode (bazalt). Kako je prosječna gustoća Mjeseca tek nešto veća od 3,3 gustoće vode, lako zaključujemo da je čitav Mjesec izgrađen od tvari poput bazalta. Od tvari isto takve gustoće građena je Zemljina kora i vanjski dijelovi njezina plašta. Čini se stoga da se Mjesečevoj tvari gustoća ne povećava s dubinom. Zato se lako može dogoditi da u samom središtu Mjeseca ne postoje elementi iz grupe željeza, kao što ih ima u središtu Zemlje.
| Sastav             | Jednadžba | Sastav (težinski u %) | Sastav (težinski u %) |
| Sastav             | Jednadžba | Mora                  | Kopna                 |
| ------------------ | --------- | --------------------- | --------------------- |
| Silicijev dioksid  | SiO2      | 45,4 %                | 45,5 %                |
| Aluminijev oksid   | Al2O3     | 14,9 %                | 24,0 %                |
| Živo vapno         | CaO       | 11,8 %                | 15,9 %                |
| Željezov(II) oksid | FeO       | 14,1 %                | 5,9 %                 |
| Magnezijev oksid   | MgO       | 9,2 %                 | 7,5 %                 |
| Titanijev dioksid  | TiO2      | 3,9 %                 | 0,6 %                 |
| Natrijev oksid     | Na2O      | 0,6 %                 | 0,6 %                 |
| Ukupno             | Ukupno    | 99,9 %                | 100,0 %               |

#### Mjesečeva mora
Najniža područja Mjeseca su ogromne tamnosive površine koje se ponekad mogu zapaziti i golim okom. Te ravnice je Giovanni Riccioli (1598. – 1671.) nazvao morima 1651. iako u njima nema vode. Mjesečeva mora nisu jednolične ravnice, jer se u njima uočavaju nabori, koji ponekad sliče na zidove, dugačke po nekoliko stotina kilometara, i pukotine, koje sliče na riječna korita. Uz nazive mora (lat. mare, maria) koji su pridijeljeni u 17. stoljeću, pojedini dijelovi mora i tamnije, ili tamnijim prostorima prošarane površine, zovu se: zaljev (lat. sinus), jezero (lat. lacus), močvara (lat. palus), dolina (lat. vallis) i ravnica (lat. planitia). Mora se lako uočavaju malim teleskopom i služe za početnu orijentaciju. One daju Mjesecu oznake koje golim okom povezujemo u prepoznatljive likove (“glava”, “zec na Mjesecu” i slično). Na vidljivoj polutki mora zauzimaju nešto više od 30 % površine, na suprotnoj strani zauzimaju svega nekoliko postotaka. Nazivi mora većinom slijede meteorološke pojmove.
Mora nisu jednoliko raspoređena po Mjesečevoj sferi. Osim najvećeg morskog prostranstva, Oceana oluja, koji je velik gotovo kao Sredozemno more, sva ostala mora su kružnog oblika ili su dijelovi kruga. Time ona stvaraju najveće prstenaste strukture na Mjesecu, s jednostrukim, a katkada i s dvostrukim i višestrukim sistemom prstenova. Najveće kružno more je More kiša, s promjerom većim od 1000 km. Obrubljeno je valom planina, među kojima su masivi nazvani po Zemljinim gorskim lancima: Alpe, Kavkaz, Apenini, Karpati. More nektara (700 km) ograđeno je Pirinejima. Na zapadnom rubu jasno se ističe More kriza (500 km). Neki kružni bazeni nisu jednoliko ispunjeni materijalom mora i pokazuju više koncentričnih prstenova. Takvo je Istočno more, djelomice vidljivo na nama istočnom rubu Mjeseca. Kordiljeri su u stvari vanjski, četvrti prsten tog bazena, koji se u cjelini otkriva tek iz putanje. Uopće, na daljoj strani Mjeseca nizine su manje prekrivene tamnim materijalom mora, pa se može reći da su to bazeni slični morima (talasoidi), kao na primjer: Hertzsprung, Apollo, Moskovsko more i još neke nizine.

#### Planinski vijenci
Po rubovima ravnica protežu se veliki planinski vijenci, koji nose imena planina na Zemlji (Alpe, Apenini, Karpati, Kavkaz, Pireneji itd.). Najviša točka Mjeseca nalazi se na planinama Leibniz, koje su na Mjesečevom južnom polu, gdje neki vrhovi dosežu i 9000 m. 

#### Krateri
Na Mjesecu se mogu vidjeti i krateri koji nose imena po najpoznatijim svjetskim znanstvenicima. Najdublji je Newtonov (Isaac Newton), oko 7 250 m. Ti krateri su vrlo velikog promjera (do 300 km). Iako im rubovi izgledaju strmi, oni su vrlo malog nagiba. To otkriće pripada Nijemcu Josefu Hopmannu, koji je izumio specijalne metode istraživanja pomoću dužina sjena. Nekih 30 tisuća kratera je otkriveno na Mjesecu. Jedan od njih Boscovich nosi ime Ruđera Boškovića. Kod pojedinih kratera su vidljive i uzdužne široke svijetle pruge (Kopernikov krater), za koje se smatra da su naslage pepela ili vulkanske materije nastale u vrijeme hlađenja Mjeseca. Ovi krateri su nastali udaranjem mnogih tijela (planetoida) i meteoroida u Mjesec. Na Mjesecu nema erozije pa se još uvijek vide.
Prstenastim reljefnim oblicima u području kontinenata opći je, zajednički naziv: krater. Krater je ustvari udubina nastala nakon pada meteoroida ili kometa na površinu Mjeseca. Najveći krateri, kojima promjer doseže do 300 km, u stvari su kružne ravnice, obrubljene prstenom planina visokim nekoliko kilometara. Ravnica je tako velika da se zbog zakrivljenosti Mjesečeve kugle iz središta kratera rubovi uopće ne moraju vidjeti. Dno kružne ravnice nije mnogo niže od razine izvan prstena, ali zakrivljenost je ista kao i na ostalom dijelu Mjesečeve površine. Primjeri kružnih ravnica su Clavius (250 km promjera, visine ruba od 0,5 do 1,5 km), Ptolomej (150 km), Grimaldi (220 km), Platon (100 km) na bližoj strani Mjeseca, te Ciolkovski (190 km), Joliot (150 km) i Lomonosov (90 km) na daljoj strani Mjeseca. Ti su krateri ispunjeni materijalom mora. Oni veoma sliče na skrutnute vulkanske kaldere (grotla vulkana).
Kod nešto manjih prstenastih tvorevina u središtu ravnice javljaju se uzvišenja - osamljene gore. Takvi su krateri Kopernik (90 km u promjeru, dubok 4 km, središnje gore visoke 1,2 km, a rubni prsten visok 1 km nad okolinom), Tycho (85 km u promjeru, dubok 4,8 km, središnja gora 1,6 km visoka).
Unutarnji dijelovi kratera često se terasasto urušavaju, kao na primjer u Langrenusa (van Langren) koji u promjeru ima 130 km. Obično, zidovi kratera nisu jako kosi; unutarnji nagnuti su do 20 - 30°, a vanjski 5 - 16°. Obujam potoline (dijela kratera ispod razine vanjskog terena) u pravilu je jednak obujmu zidova iznad razine vanjskog terena. Dubine kratera kreću se obično od 1,5 do 4,5 km, a nađeno je i dno duboko 9 km. Najveće visine usporedive su s Mount Everestom (eng. Mount Chomolungma).
Od mnogih se kratera radijalno pružaju svijetle zrake. Takvi su Kopernik, a posebno Tycho, čije su zrake začuđujuće duljine od više tisuća kilometara. Dobro se zapažaju kada na njih Sunčeva svjetlost pada strmo. Zrake su nastale od materijala koji se razdrobio prilikom meteorskog udara. U njima se razaznaju mnoge sekundarne jame, izbušene izbačenim kamenjem.
Kratera manjih veličina ima jako puno, a kratera većih od kilometra ima milijun. Na daljoj strani Mjeseca ima 200 kratera većih od 50 km. Krateri manji od 50 – 60 km u pravilu nemaju središnjeg uzvišenja i rubovi im se oštro ocrtavaju. Dok se krateri veći od 20 km nalaze u području kopna, s nekoliko iznimaka, pa su mora mnogo manje naseljena takvim kraterima, to kratera manjih od 20 km ima posvuda jednoliko, i na kopnu i na moru. Oblik čaše koji imaju manji krateri jasno ukazuju na pad meteora kao na uzrok. Rubovi kratera manjih od 1 km neznatno se dižu iznad okolnog tla. Oblik udarnog kratera posljedica je eksplozije. Tijelo koje pristiže iz svemira ne ruje po tlu, već eksplodira, ako mu je brzina veća od 5 km/s. Kinetička energija tada je dovoljna da dođe do isparavanja čvrstog materijala (raspad molekularnih veza u materijalu) i do gibanja oslobođenih molekula. Meteor se eksplozivno raspada zajedno s tlom u koje udara. Oblik kratera zato je okrugao. Samo ako tijelo pada na Mjesec pod kutom manjim od 5°, eksplozija može dovesti do kratera izduženog u smjeru pada. 

#### Posljedice tektonskih aktivnosti
Posljedice tektonskih aktivnosti zapažaju se u nekoliko pojava. To su doline, grabe (lat. rima) i rasjedi (lat. rupes). Jedna alpska dolina je duga 150 km, široka 8 km, a u osi joj se proteže graba, a pruža se poprijeko Alpi. Drugi primjer je Dolina Schrotera, koja polazi iz jednog omanjeg kratera i krivudajući proteže se u duljinu od 200 km. Najveće je širine 10 km a dubine 1 km. I njezinim se dnom pruža graba, nalik riječnom koritu, kojim je nekada možda tekla magma. Grabe su obično vezane uz potoline (mora i dna kratera), te doline, a pružaju se ravno ili zavojito i više od 1 000 km u duljinu. Ima ih veoma mnogo. Grabu Hadley ispitivali su izravno astronauti. Od rasjeda jedinstven je Rupes Recta (prijašnji naziv: Strmi zid), koji se u Moru oblaka pruža u duljini većoj od 100 km, a razlika nivoa iznosi 150 do 300 m. “Zid” se u stvari blago penje, pod kutom od desetak stupnjeva. Kao pojave koje najviše upućuju na vulkanske aktivnosti javljaju se blage uzvisine oblika kupole, često s vršnim udubljenjem. Kao posebna pojava reljefa javljaju se žile ili bila, valoviti nabori dugi do više stotina kilometara, smješteni jedino u morima. Zbog veoma blagih nagiba opažaju se samo kad ih Sunce rasvjetljava jako ukoso (kada se nalaze u blizini sumračnice. Vjerojatno su nastali kao valovi u magmi koja je naplavljivala morske doline. Žile su obično koncentrične s kružnim rubovima mora.

#### Selenologija
Selenologija (grč. σελήνη, seléne »Mjesec« + -logija) grana je astronomije koja proučava Mjesec, a posebno Mjesečevu geologiju. Opažanjem i mjerenjem pojava na površini bavi se grana selenologije, selenografija. Selenografske koordinate računaju se od središnjeg meridijana na istok i zapad (dužina), a od ekvatora na sjever i jug (širina). Ishodište je koordinata krater Mösting A. Zbog nepostojanja atmosfere i vode, na Mjesecu nema vodene i vjetrene erozije. Mjesec nema tektoniku ploča, a kora mu je oblikovana vulkanskom djelatnošću i udarima meteoroida i planetoida. Unutrašnjost mu je diferencirana, a zbog malih se dimenzija rano ohladila. Mineraloški, Mjesec je mnogo siromašniji od Zemlje. Geološka svojstva istražuju se uz pomoć umjetnih satelita, te na temelju uzoraka kojih je prikupljeno nekoliko stotina kilograma. Na sloj pri površini i njegovu mikrostrukturu djeluje termička erozija (zbog znatne dnevne promjene temperature), zatim Sunčev vjetar i kozmičke zrake.

### Svojstva Mjesečeve atmosfere
Nebeska tijela poput Mjeseca i Merkura nemaju atmosferu. Da bi se atmosfera zadržala, od najveće su važnosti toplinsko stanje i površinska akceleracija. Pri višoj temperaturi molekule plina gibaju se većim brzinama nego pri nižim temperaturama. Svemirsko tijelo napuštaju molekule koje se gibaju u krajnjim slojevima atmosfere s brzinom većom od brzine oslobađanja (2,38 km/s). Na Mjesecu nije bilo uvjeta da se zadrže laki plinovi. No nad njegovom površinom plina ipak ima, iako vrlo rijetkog. Ponajprije, samo se tlo isplinjuje (degazira). Zatim, ni međuplanetarni prostor nije sasvim prazan, u njemu ima plina i prašine. Snažan izvor plina je Sunce, s kojega struji Sunčev vjetar. To je potok razrijeđenog plina koji izravno udara u osvijetljenu stranu Mjeseca, pa na njemu dovodi do tlaka od 10−7 Pa po danu do 10−10 Pa po noći (na Zemlji je otprilike 105 Pa). To je ipak tako maleni tlak da s pravom kažemo da Mjesec nema atmosferu. 
Bez atmosfere tekućica na Mjesecu ne može postojati; voda bi se pod izravnim Sunčevim zrakama isparila, a zatim izgubila u svemir. Mjesečevo je tlo degazirano i suho, bezvodno. Dnevna prosječna prisutnost molekula plina u Mjesečevoj atmosferi (atoma po kubičnom centimetru) je sljedeća:
- argon: 40 000
- helij: od 2 000 do 40 000
- natrij: 70
- kalij: 17
- vodik: manje od 17.[8][9]

### Magnetizam
Važno fizičko svojstvo svakog svemirskog tijela je njegov magnetizam. Magnetsko je polje Mjeseca veoma slabo, deset tisuća puta slabije nego na Zemlji, a na površini ne pokazuje određen sjeverni i južni pol, što znači da nije dipolno polje. U Mjesečevu kamenju nađeni su tragovi magnetskog polja, jačeg od današnjeg.

## Gibanje Mjeseca i pomrčine
Plimne sile Zemlje su Mjesec s vremenom toliko usporile da se njegova brzina vrtnje prilagodila njegovom periodu ophoda oko Zemlje. To znači da se Mjesec okrene samo jedanput oko svoje osi tijekom obilaska oko Zemlje. Zbog toga se sa Zemlje može vidjeti samo jedna strana Mjeseca. Sovjetska je letjelica/sonda Luna 3 (rus. Лунник) 1959. obišla Mjesec i dvjema fotokamerama ga snimila s daljine od 60 tisuća kilometara. Na osnovi tih fotografija, Sovjetska akademija znanosti je sastavila i izdala prvi atlas dijela Mjesečeve površine koji se ne vidi sa Zemlje. Mjesec također vremenski usporava brzinu vrtnje Zemlje, tako da se trajanje dana na Zemlji godišnje produžuje za 20 mikrosekundi. Pritom se energija vrtnje Zemlje pretvara u toplinsku energiju i impuls okreta se prenosi na Mjesec, čije se staza godišnje udaljuje za 3,8 cm od Zemlje. Ova pojava je utvrđena laserskim mjerenjima 1995.
Gibanje Mjeseca veoma je složeno. Putanja Mjeseca leži u ravnini nagnutoj prema ravnini ekliptike, a pritom stalno mijenja položaj i putanja u ravnini i ta ravnina u prostoru. Os vrtnje nije okomita na ravninu putanje. Prividni kutni promjer Mjeseca podudara se s kutnim promjerom Sunca, što je jedan od uvjeta za pomrčinu. Smjer obilaženja Mjeseca oko Zemlje podudara se sa smjerom Zemljinog obilaska oko Sunca (revolucije) i vrtnje (rotacije), a jednak je i smjer njegove vrtnje: to je smjer zakretanja desnog vijka koji napreduje prema sjeveru.

### Mjesečeve mijene
Mjesec neprestano mijenja izgled i tako prolazi kroz Mjesečeve mijene ili faze. Promjene su uzrokovane njegovim gibanjem oko Zemlje. Sunčeve zrake uvijek obasjavaju jednu polovicu njegove sfere (globusa), ali se taj osvijetljeni dio površine sa Zemlje vidi pod različitim kutom. Kada se Mjesec nađe između Sunca i Zemlje, okrenuta nam je njegova tamna strana. Mjesec ćemo ugledati, u najboljem slučaju, jedan dan kasnije, i to kao “stari Mjesec u naručju mladoga”. Tu mijenu nazivamo „mlađak”. Osim tankog svijetlog srpa vidimo i onaj dio Mjeseca koji Sunce ne osvjetljuje izravno. Ta indirektna rasvjeta, nazvana pepeljastom svjetlošću, uzrokovana je svjetlinom Zemlje. Zemlja veoma dobro odbija Sunčevu svjetlost, pa ona posredno obasjava i Mjesec.
Poslije mlađaka Mjesec odmiče na istok. Mjesec zalazi nakon zalaska Sunca, pa je uvečer dobro zamjetljiv, a pri izlasku zamjećuje se slabo, jer se to zbiva danju. Kako Mjesec uvijek izbočenom stranom srpa gleda prema Suncu, to su u toj mijeni rogovi okrenuti prema istoku. Sedam dana nakon mlađaka nastupa prva četvrt. Granica svjetlosti i mraka prolazi polovicom vidljive strane; granica se naziva sumračnicom ili terminatorom. U razdoblju “rasta” Mjeseca izgled mu podsjeća na slovo D (“dobiva”), što nam služi da lakše pamtimo tu mijenu.
14 do 15 dana nakon mlađaka Mjesec se nalazi na nebu suprotno od Sunca i čitava mu je bliža strana osvijetljena; tu mijenu nazivamo „uštap“ ili „pun“ Mjesec. Dalja promjena odvija se kao i pri “porastu”, samo obrnutim redom. Rogovi srpa okrenuti su prema zapadu, pa Mjesec sliči slovu G (“gubi”). Ta se mijena naziva „zadnja četvrt“. Mjesec izlazi noću, prije izlaska Sunca. Dakako, Mjesec i zalazi prije Sunca, dakle danju. Dva ili tri dana Mjesec će biti nevidljiv ili teško vidljiv, da bi se u novoj mijeni opet počeo zapažati kao mladi srp.
Smjer kojim sumračnica u toku mijena putuje preko vidljive strane Mjeseca pokazuje kako se Mjesec okreće oko osi. Za promatrača iz naših krajeva (sjeverna polutka) sumračnica putuje zdesna nalijevo. To znači da se Mjesec okreće suprotno, bližom stranom slijeva nadesno, što je smjer desnog vijka koji napreduje na sjever. Od mlađaka do uštapa sumračnica predstavlja mjesta gdje Sunce izlazi; promatraču na Mjesecu Sunce izlazi na istoku, E (taj smjer pokazuje prema nama zapadnoj strani obzora). Od uštapa do mlađaka sumračnica predstavlja mjesta gdje Sunce zalazi; u smjeru pokretanja sumračnice nalazi se Mjesečev zapad, W.

#### Siderički i sinodički mjesec
Siderički (zvjezdani) mjesec je vrijeme trajanja revolucije s obzirom na zvijezde, a ujedno i vrijeme rotacije s obzirom na zvijezde. Sinodički mjesec je vrijeme trajanja revolucije i rotacije s obzirom na Sunce. Do te jednakosti perioda rotacije i revolucije došlo je u davno doba, zbog plime u Mjesečevu tlu, uzrokovane Zemljom. Rotacija nebeskog tijela koja je sinkronizirana s revolucijom zove se „sinkrona rotacija”. Siderički mjesec ili zvjezdani mjesec je razdoblje Mjesečeva obilaska Zemlje s obzirom na zvijezde (27,321 662 d = 27 d 7 h 43 min 11,6 s).
Sinodički mjesec je razdoblje promjene Mjesečevih mijena koje odražava položaj Mjeseca prema Suncu, a iznosi 29,530 59 d = 29 d 12 h 44 min 3 s. Do suvremenih astronomskih istraživanja to je bilo jedino vremensko razdoblje, vezano uz gibanje Mjeseca, koje se očituje u promjeni Mjesečeva izgleda ; jednoj od najuočljivijih prirodnih pojava velike praktične važnosti. Ta se promjena Mjesečevih mijena odražava i u mnogim prirodnim pojavama, među ostalim i psihofiziološkima i fiziološko-reproduktivnima. Od najstarijih civilizacija to se razdoblje nastoji uskladiti s trajanjem dana i godine (kalendar). Kako je ravnanje po danima bilo uvijek osnovno u praktičnoj vremenskoj orijentaciji, a sinodički mjesec ima preko pola dana više od 29 cijelih dana, trebalo je uskladiti te dvije veličine, i to je osnova mjesečeva ili lunarnoga kalendara. Usklađivanje se postizalo mijenjanjem broja dana u mjesecu. Za praktičnu vremensku orijentaciju važna je i izmjena godišnjih doba, koja su u vezi s položajem Sunca. Sunce prividno obiđe ekliptiku za jedne tropske ili Sunčeve godine, koja traje 365 d, 5 h, 48 min i 45,2 s. Kako ni tropska godina nema cijeli broj dana, morala se građanska godina s cijelim brojem dana što bolje prilagoditi duljini tropske (sunčani ili solarni kalendar). To se postiglo mijenjanjem cijeloga broja dana u građanskoj godini prema različitim pravilima, pa odatle i različiti kalendari. Godine su se brojile od različitih početaka (epoha), obično od nekoga značajnijeg događaja, pa se prema tome razlikuju različite ere.
Gibanje Mjeseca oko Zemlje, kao ni gibanje Zemlje oko Sunca, ne odvija se jednolikim brzinama. Stoga su navedeni sinodički i siderički periodi ophoda samo srednja vrijednost pravih vremena. Mjesec svaki sljedeći dan kasnije izlazi i kasnije zalazi, ali i kasnije prolazi mjesnim nebeskim meridijanom, gdje prolazi gornjom kulminacijom. Mjesec će kasniti u prosjeku 52 minute na dan.

### Složeno gibanje Mjeseca
Mjesečeva staza leži u ravnini koja je prema ravnini ekliptike nagnuta pod kutom od 5° 9’. Zanimljiv je položaj Mjesečeve osi vrtnje i ekvatora u prostoru: os vrtnje otklonjena je od ravnine staze za 83° 20’. Od okomice na ravninu ekliptike, os Mjesečeve vrtnje otklonjena je svega 1° 31’, pa se Mjesec vrti praktički uspravno na ravninu ekliptike. Mjesečeva staza nije stalno istog položaja u ravnini. Elipsa se zakreće u istom smjeru u kojemu se Mjesec giba oko Zemlje. Velika os putanje (spojnica apogeja i perigeja) zakrene se za 40,68° na godinu. Za pun zakret elipse potrebno je 8 godina i 310 dana. Zbog tog zakretanja staze period prolaska elipsom, ili točnije, vremensko razdoblje između dva uzastopna prolaza Mjeseca perigejom, ne traje jednako kao i siderički mjesec, već duže, 27,55 dana. To je anomalistički mjesec.
Gibajući se stazom, Mjesec prelazi s južne strane ekliptike na sjevernu i obratno. Tamo gdje staza prelazi na sjevernu stranu nalazi se uzlazni čvor Ω, a tamo gdje prelazi sa sjeverne na južnu, silazni čvor Ʊ (Mjesečevi čvorovi). Linija koja povezuje čvorove, linija čvorova, nastaje kao presjecište ravnine staze i ravnine ekliptike. I to presjecište ne miruje, jer ni ravnina staze nije uvijek jednako položena. Ona se zakreće u prostoru za 19,355° na godinu (3’ 10,77” na dan). To znači da se za puni kut zakrene u vrijeme od 18,6 godina. To je period regresije čvorova. U njegovu se taktu mijenja utjecaj Mjeseca na Zemljinu precesiju, što se očituje u nutaciji. Ravnina staze zakreće se tako da je njen nagib prema ekliptici (inklinacija) sačuvan. Smjer zakretanja suprotan je smjeru obilaženja Mjeseca oko Zemlje, odvija se od istoka prema zapadu; smjer je također suprotan godišnjem gibanju Sunca, što utječe na broj pomrčina. No zbog tog zakretanja linije čvorova, period prolaska Mjeseca kroz dani čvor (recimo uzlazni), kraći je od sideričkog mjeseca i iznosi 27,21 dan. To je drakonistički ili nodički mjesec (lat. nod – „čvor”, draco – „zmaj”; naziv je povezan s mitskim tumačenjem da pomrčinu Sunca uzrokuje zmaj). Drakonistički mjesec je važan zato što se pomrčine mogu dogoditi samo onda kada je Mjesec u blizini čvorova.
Sve te složene pravilnosti uzrokovane su utjecajima drugih nebeskih tijela, a posebno Sunca na Mjesec. Druga tijela poremećuju gibanje Mjeseca oko Zemlje. Osim spomenutih, postoje i druge, manje ili više pravilne promjene. Tako se na primjer najmanja udaljenost Mjeseca od Zemlje (perigej) mijenja od 356 410 km do 369 960 km i najčešće poprima vrijednost od 363 300 km. Najveća udaljenost (apogej) mijenja se od 404 180 km do 406 740 km, a najčešće poprima vrijednost 405 500 km. Stoga se i numerički ekscentricitet eliptične putanje mijenja, i to od 0,045 do 0,065. Inklinacija ravnine staze mijenja se za ±10’ u roku od 173 dana.
Mjesec se giba u složenom gravitacijskom polju i stoga se mora očekivati da će se gibati na složen način. Kada bi na Mjesec djelovala jedino Zemljina privlačna sila, Mjesec bi se gibao po stalnoj elipsi s obzirom na Zemlju. Prosječna brzina gibanja Mjeseca oko Zemlje iznosi 1,02 km/s. Ali Mjesec se giba i oko Sunca, dakle i u njegovu gravitacijskom polju. Štoviše, privlačna sila Sunca dva puta je veća nego privlačna sila Zemlje. Iako nije uobičajeno, možemo slobodno reći da se Mjesec giba oko Sunca, slično tome kako se Zemlja giba oko Sunca. Zemljina privlačna sila dakle u stvari poremećuje Mjesečevu stazu oko Sunca i prisiljava ga da obilazi i oko nje. Mjesec žuri pred Zemlju, zatim usporava i ide njezinim tragom; brzina gibanja Mjeseca oko Sunca mijenja se pri tome, približno, od 31 km/s do 29 km/s. Zbog takvih promjena brzine i zbog gibanja na različitim udaljenostima od Sunca (u nejednolikom gravitacijskom polju Sunca) nije teško prihvatiti činjenicu da se Mjesec i vlada na veoma složen način. 

#### Libracija
Dio Mjesečeve površine koju vidimo ovisi o načinu njegova gibanja i o geometrijskom odnosu Zemlje i Mjeseca. Iako je vrijeme vrtnje Mjeseca (period rotacije) jednak vremenu vremenu ophoda oko Zemlje (period revolucije), ipak vidimo oko 59% ukupne površine njegove kugle. Libracija (lat. libratio: držanje u ravnoteži ili njihanje) je naziv za optičku promjenu, prividno njihanje Mjesečeva tijela prema nama kao promatračima. Zbog te pojave izniču na vidjelo područja s dalje strane Mjeseca: u području selenografskih polova (libracija u širini), na istočnom i zapadnom rubu (libracija u dužini), a razlike se javljaju i zbog položaja promatrača na Zemlji (paralaktička libracija).
Pri obilaženju oko Zemlje, Mjesec se diže na sjever od ekliptike, pa na daljoj strani otkriva područja oko južnog pola, koja inače ne bismo vidjeli. Kada silazi južnije od ekliptike, tada nam se pruža pogled na dio površine s one strane sjevernog pola. Budući da je os otklonjena od okomice za 6° 40’, za isto toliko vidi se dalje od polova. Zbog malih promjena u položaju Mjesečeve osi i staze, kut može porasti na 6° 50’.
Libracija u dužini posljedica je izduženosti Mjesečeve staze. Kako se Mjesec giba brže u perigeju (bliže Zemlji) no na većim udaljenostima, a pritom se vrti stalnom brzinom, to centralni meridijan neće stalno pokazivati u smjeru Zemlje. Zato ćemo povremeno vidjeti krajeve koji su od centralnog meridijana udaljeni istočno ili zapadno 7° 54’ više od 90°. Paralaktička libracija nije uzrokovana gibanjem, već odnosom veličine Zemlje i Mjeseca, i njihovom udaljenošću. Zemlja je veća od Mjeseca, pa će promatrači sa suprotnih krajeva Zemlje vidjeti zajedno više od polovice Mjeseca. Isto to može ugledati jedan promatrač jer njega sama Zemljina vrtnja dovede iz jednog položaja u drugi. Stoga ćemo ujutro i navečer vidjeti različite rubove Mjeseca.

### Pomrčine Sunca i Mjeseca
Uzajamni položaji Sunca, Mjeseca i Zemlje dovode do pomrčine Sunca i Mjeseca. Potpune pomrčine se koriste u kozmičkoj geodeziji za vezivanje kontinentalnih trigonometrijskih mreža, koje pomažu u stvaranju jedinstvenog svjetskog znanstvenog sustava. U istu svrhu se koriste i pojave okultacija zvijezda (kad Mjesec tokom svojeg kretanja sakrije neke zvijezde). Privlačna sila Mjeseca, a u manjoj mjeri i Sunca (lunisolarni utjecaj), uzrokuje na Zemlji plimu i oseku mora i jezera, kao i "disanje" Zemljine kore što je 3 puta slabije od plime i oseke. Utjecaj mjeseca na ljude i druga bića je još uvijek nerazjašnjen, ali je sigurno da se kukci orijentiraju pomoću Mjeseca.
Pomrčine Mjeseca, a pogotovo pomrčine Sunca, nalaze se među najdramatičnijim prirodnim pojavama. Pomrčine Sunca dovode do jakog pada dnevne rasvjete, a vid im je različit iz raznih točaka na Zemlji. Totalna ili potpuna pomrčina nastaje samo za promatrača koji se nalazi unutar Mjesečeve sjene. Tada je Sunčev krug potpuno zastrt Mjesecom. Pomrčina je prstenasta kada Mjesečeva sjena ne dostiže do površine Zemlje (kada se promatrač nalazi u smjeru Mjesečeve sjene), ali je vidni kut manji od vidnog kuta Sunca. Promatrač u polusjeni vidjet će Sunce samo djelomice prekriveno Mjesecom – to je djelomična pomrčina. Za vrijeme pomrčine, sjena se giba Zemljinom površinom od zapada prema istoku. Najprije se zamračuje zapadni rub Sunca. Totalna pomrčina traje najviše 7 minuta, a promjer sjene na Zemlji ne premašuje 270 km. 
Pomrčina Mjeseca nastaje kada Mjesec uđe u Zemljinu sjenu. One se vide samo noću. Pomrčine Mjeseca mogu biti potpune i djelomične, a pritom svim promatračima izgledaju jednako. U sjenu najprije ulazi istočni rub Mjeseca. Potpuna pomrčina može trajati do 2 sata, jer je Mjesec nekoliko puta manji od presjeka Zemljine sjene (oko 2,7 puta manji, ovisno o udaljenosti).
Pomrčina Sunca nastaje u vrijeme mlađaka, a pomrčina Mjeseca u vrijeme uštapa. No pomrčine se ne javljaju svakih mjesec dana. Da bi se pomrčina dogodila, moraju biti ispunjeni još neki uvjeti: Mjesec se mora nalaziti na stazi u blizini uzlaznog ili silaznog čvora. Da bi došlo do pomrčine, mora da se prožmu prividni krugovi Sunca i Mjeseca. Kako i Sunce i Mjesec imaju kutni promjer od približno 0,5°, to promatrač sa Zemlje mora vidjeti razmak centara Sunca i Mjeseca pod kutom koji je manji od 0,5°. Da bi došlo do pomrčine Sunca, Mjesec mora biti u mijeni mlađaka, a Sunce ne smije biti dalje od 16,5° s bilo koje strane čvora. Kada se javi mlađak, a Sunce se nalazi unutar područja od 33° simetrično raspoložene oko čvora, do pomrčine Sunca mora doći. Sunce se dnevno giba nebom za nešto manje od 1° na istok, pa 33° prevali u 34 dana. Zato se, u ovisnosti o tome kako su vremenski raspoređene Mjesečeve mijene, u 34 dana jave jedan ili dva mlađaka, a time i jedna do dvije pomrčine Sunca. No područje pomrčina nalazi se i oko uzlaznog i oko silaznog čvora, a jer u svakom čvoru mora doći bar jednom do pomrčine, to se u godini dana jave najmanje dvije pomrčine Sunca. katkada se godišnje jave četiri, a najviše pet pomrčina. Do pete pomrčine može doći zato što linija čvorova nije nepomična u prostoru. Kad bi linija čvorova bila nepomična, u Sunce bi bila uperena dva puta godišnje, i to u razmaku od točno pola godine; u tom bi se slučaju mogle pojaviti najviše 4 pomrčine Sunca godišnje. No kako se linija čvorova zakreće 19.3° na godinu, i to u smjeru nasuprot godišnjem gibanju Sunca, Sunce će kroz isti čvor proći prije isteka cijele godine, nakon 346.62 dana. To je eklipsna ili drakonistička godina. Tropska godina je od nje dulja za oko 19 dana. Pet pomrčina Sunca će se dogoditi samo ako prva pomrčina stigne neposredno početkom siječnja, druga odmah u sljedećem mlađaku, treća i četvrta pomrčina prije sredine godine, u lipnju, i peta 12 sinodičkih mjeseci (354 dana) poslije prve. Sljedeća pomrčina može se dogoditi dok je Sunce u blizini istog čvora, ali – iduća godina već je započela (354 d + 29,5 d > 365 d)!
Pomrčina Mjeseca nastaje onda kada Mjesec uđe u Zemljinu sjenu. Na srednjoj daljini Mjeseca kutni promjer sjene iznosi 42’. Prividni polumjer Mjeseca je 15’. Da bi došlo do pomrčine, moraju se centri Mjeseca i Zemljine sjene naći na udaljenosti manjoj od 57’. U tom slučaju nema paralakse, prolaz kroz sjenu neće ovisiti o stajalištu promatrača na Zemlji – Mjesec mora ući u sjenu. Pomrčina će sigurno nastati kada je Mjesec pun, a Zemljina se sjena nalazi u području od 11° prije i poslije čvora. Brzina kojom se Zemljina sjena pomiče jednaka je brzini kojom se Sunce prividno giba nebom. Znači da će Zemljina sjena boraviti u pomrčinskom području 21 - 22 dana. Jasno je da se u vremenskom razdoblju od 22 dana ne mora pojaviti uštap. Uštap se ponavlja svakih 29,5 dana. Ako se uštap i pojavi, dolazi samo do jedne pomrčine, jer za drugu nema više vremena. Područje oko čvora Mjesečeve staze u kojoj se javljaju pomrčine Mjeseca manja je od područja u kojem se javljaju pomrčine Sunca.
Neke godine mogu proći bez ijedne pomrčine Mjeseca, a nekih godina može ih biti čak tri. Tada se prva pomrčina javlja odmah početkom godine u blizini jednog čvora, druga pomrčina 6 sinodičkih mjeseci poslije (177 dana) u blizini drugog čvora, a treća 12 sinodičkih mjeseci nakon prve pomrčine, opet u području prvog čvora, koji se zbog zakretanja linije čvorova gibao u susret Zemljinoj sjeni. Ukupan broj Sunčevih i Mjesečevih pomrčina godišnje ne može biti manji od 2, a veći od 7. Najmanje ima 2 pomrčine, i to obje Sunčeve. Najčešće se javljaju 2 Sunčeve i 2 Mjesečeve. Kod najvećeg broja pomrčina 3 su Mjesečeve, a 4 Sunčeve, ili 2 Mjesečeve i 5 Sunčevih. Ne mogu se javiti 8 pomrčina. Ako, naime, godina započne pomrčinom Mjeseca, prva Sunčeva pomrčina ne može nastati još 14,5 dana nakon toga (da bi Mjesec iz uštapa postao mlađakom), a tada je već kasno da se u istoj godini stigne do pete Sunčeve pomrčine.
Pomrčine se ponavljaju u istom redoslijedu prilično točno nakon 18 kalendarskih godina i 11.3 dana (ili 10.3 dana ako razdoblje obuhvaća 5 prijestupnih godina). Nastajanje pomrčina ovisi o 3 razdoblja: o razdoblju u kojemu se izmjenjuju Mjesečeve mijene (sinodičkom mjesecu S), o razdoblju u kojemu Mjesec prolazi kroz čvor (nodički ili drakonistički mjesec N) i o razdoblju u kojemu Sunce prolazi kroz dani čvor Mjesečeve staze (eklipsna ili drakonistička godina D). Slučajno se cijeli umnošci sinodičkih mjeseci, nodičkih mjeseci i eklipsnih godina gotovo točno podudaraju:
223 S ≑ 242 N ≑ 19 D
6585,32 d ≑ 6585,36 d ≑ 6585,78 d
18 tropskih godina i 11,3 dana jednako je 6585,6 d.

## Istraživanja Mjeseca i boravak ljudi na Mjesecu
Na Mjesec je upućeno više od 50 svemirskih letjelica, a meko se spustilo dvadesetak. Letjelice su pripremljene za različite namjene i upućivane su u više mahova, iz Sovjetskog Saveza i iz Sjedinjenih Američkih Država. Prva je 13. srpnja 1959. o tlo Mora kiša, pokraj kratera Arhimeda, tresnula Luna 2 (Program Luna). Luna 3 zaobišla je Mjesec i snimila dio obratne strane. Zatim se pomoću Programa Rangera uspjelo ustanoviti kakvo je tlo. Prije lansiranja nije bila poznata debljina površinske prašine i nije se znalo hoće li letjelice u nju utonuti. Letjelice Ranger su udarale u površinu, šaljući snimke do posljednjeg trenutka. Snimke su otkrile detalje od 0,25 m. Kako su se približavali površini, vidio se sve veći broj sve manjih kratera. Trenutak sudara s Mjesecom kasnio je u usporedbi s proračunatim trenutkom, na osnovi čega je zaključeno da je geometrijski centar Mjeseca dalje od Zemlje nego centar mase ili težište.
Prvo meko pristajanje uspjelo je tek nakon četvrtog pokušaja drugoj seriji iz programa Luna, i to Luni 9. Ona je 3. veljače 1966. pristala u Ocean oluja. Mjesto silaska dobilo je u spomen naziv: Planitia Descensus. Četiri snimke prikazale su prvi put panoramu Mjeseca. Sloj prašine od nekoliko centimetara nije omeo spuštanje letjelice. Istraživanje Mjeseca iz putanje započeto je 3. travnja 1966., kada je Luna 10 postala prvim umjetnim Mjesečevim satelitom. Sovjeti su se za ispitivanje okoline Mjeseca koristili i letjelicama iz Programa Zond, od kojih su se neke vratile na Zemlju.
Serija američkih letjelica iz Programa Surveyor, meko spuštenih na tlo, i serija letjelica u putanji, iz Programa Lunar Orbiter, pripremala je dolazak ljudi. Letjelice u putanji mjerile su jakost gravitacijskog polja, brojnost meteora i mikrometeora, jakost kozmičkih zraka, magnetsko polje, Sunčevo zračenje, radioaktivnost tla nad kojim su nadlijetale, a snimale su i površinu radi izrade selenografskih karata i geoloških istraživanja. Mjerni instrumenti na tlu bili su daljinski upravljani, opremljeni televizijskim kamerama, uzimali su uzorke tla i ispitivali njegovu čvrstoću i kemijski sastav.
Prvim ljudima na Mjesecu, koji su stupili na tlo 21. srpnja 1969. (Apollo 11), prethodile su dvije istraživačke grupe s ljudskom posadom (Apollo 8, godine 1968., i Apollo 10, godine 1969.), koje su Mjesec više puta obletjele. Na površinu Mjeseca je od 1969. do 1973. ukupno pristiglo 6 ljudskih istraživačkih grupa, dok se jedna grupa nije uspjela spustiti, već je Mjesec samo obletjela (Apollo 13). Dvije od šest grupa spustile su se u gorovita područja. Astronauti su uzimali uzorke tla, fotografirali, postavljali geofizičke uređaje, te ispitivali ponašanje materijala u Mjesečevim uvjetima. Mjesto spuštanja prvih ljudi u Moru tišine prozvano je Statio Tranquilitatis, a omanja tri kratera dobila su imena Armstrong, Aldrin i Collins.
Na Mjesecu nije nađen nikakav život. Svijet je savršeno sterilan, a mikroorganizmi ne mogu opstati u struji Sunčeva vjetra i neoslabljenih kozmičkih zraka. Bez atmosfere, svemirsko odijelo (eng. skafander) je obavezna oprema astronauta. Usprkos tome što su opterećeni opremom, astronauti su se osjećali udobno, mogli su poskakivati do metra visine i potrkivati s brzinom od 2 m/s. Ravnoteža im je manji problem nego na Zemlji, a kada su pali, udarac je blag zbog malog ubrzanja sile teže. Izgled okoline napadno se mijenja s nagibom Sunčeve svjetlosti. Kada je Sunce pri obzoru, udaljenosti je teško procijeniti, a nijanse predmeta su prigušeno zelene. S dizanjem Sunca predmeti postaju smeđi. U podne je okolina bliješteće bijela. Noći su prekrasne. Zemlja je 80 puta svjetlija od uštapa, a i zvijezde su sjajnije i ne titraju. Gibaju se preko obzora trideset puta sporije nego nad Zemljinim obzorom.
Poslije 1969. nastavljena su ispitivanja s Programom Luna. Zajedno s iskopanim materijalom vratile su se Luna 16 (1970.), Luna 20 (1972.) i Luna 24 (1976.). Letjelice Luna 17 (1970.) i Luna 21 (1973.) prenijele su pokretne laboratorije, Lunohod 1 i 2. Lunohod 1 djelovao je deset mjeseci, a Lunohod 2 pet mjeseci; pritom su prevalili 10 odnosno 37 km. Te su lunarna vozila poslale velik broj podataka o morfologiji reljefa, fizičkom i kemijskom sastavu, o jakosti magnetskog polja, osvjetljenosti neba i odraznim svojstvima površine, te o kozmičkim zrakama i rendgenskom zračenju Sunca.
Od 1976. zapaža se predah u istraživanju Mjeseca. Poslije 2004., Japan, Kina, Indija, SAD i Europska svemirska agencija (ESA) su poslale letjelice u Mjesečevu putanju, koje su zapazile prisustvo vodenog leda unutar kratera u sjeni unutar Mjesečevog regolita. Kina je poslala u sklopu letjelice Chang’e 3 i lunarno vozilo 14. prosinca 2013.

## Vlasnička prava
Povelje o svemiru (eng. Outer Space Treaty) zabranjuju državama koje su ratificirale navedene povelje, pravo na posjedovanje nebeskih tijela kao što je Mjesec. Ugovor UN-a koji je stupio na snagu 11. srpnja 1984. godine vrijedi samo za države koje su ratificirale ili pristupile poveljama, tako i za privatne osobe koje su državljani tih zemalja. Hrvatska nije potpisnica, niti je pristupila navedenim poveljama, te nije preuzela obveznost jugoslavenskih ratifikacijskih instrumenata za svoje područje i svoje državljane.
Usprkos tome, Dennis M. Hope je 1980. godine prijavio svoja vlasnička prava na Mjesec u gruntovnici San Francisca. Kako se nitko nije usprotivio tom njegovom potezu u vremenu od osam godina, koliko je vrijeme žalbe, Hope je osnovao Lunar Embassy legal, pravni ured, koji ima pravo prodaje parcela na Mjesecu. UN i Međunarodna astronomska zajednica smatraju taj njegov potez prijevarom.

## Mjesec i meteorologija
Prema pučkim vjerovanjima, aureola oko Mjeseca predznak je snijega ili mraza. Aureola nastaje lomom ili refleksijom svjetlosti na kristalima leda u oblacima na višim slojevima atmosfere.
U meteorologiji je ova pojava znana kao halo, a nastaje kada se svjetlost od Mjeseca reflektira i lomi na kristalićima leda u oblacima koji se nalaze u višim slojevima atmosfere. Iako postoji vjerovanje da taj ‘krug’ najavljuje snijeg, meteorolozi kažu da halo pojava znači da su noći stabilne i da je ohlađivanje tijekom noći jače, pa se može očekivati hladno jutro.

## Legende
U pučkim je mitovima često bilo prepoznavanje lika unutar Mjesečevog kruga. U Hrvata su sve predaje koje su u svezi s likovima prepoznatljivima na Mjesečevom licu u najvećoj mjeri sukladne predajama o nastanku Kumove slame. Istraživanja na tom polju napravio je Marin Šemudvarac u doktorskoj dizertaciji objavljenoj 1946. 1946. Narodna vjerovanja o Mjesecu kod Hrvata.

## Vanjske poveznice
- Astronomska sekcija Fizikalnog društva Split -  Mjesec  Arhivirana inačica izvorne stranice od 28. kolovoza 2005. (Wayback Machine)
- Skice pojedinih kratera na Mjesecu